# I Live Alone
I Live Alone (hangul= 나 혼자 산다, RR= Na Honja Sanda), es un espectáculo de variedades de Corea del Sur transmitido desde el 22 de marzo del 2013 hasta ahora, por medio de la cadena MBC. 
El programa fue narrado por el presentador surcoreano Jun Hyun-moo hasta su salida en 2019. Por lo que actualmente es narrado por Park Na-rae.

## Formato
El programa muestra la vida cotidiana de los  miembros del Club Rainbow (Mujigae / 무지개), el grupo formado por los presentadores del programa, tanto adentro como fuera de sus hogares. El grupo incluye únicamente a famosos solteros (entre ellos cantantes, actores, presentadores, etc.)

## Miembros

### Miembros actuales
| Artista      | N.º de episodios               | Duración                                    |
| ------------ | ------------------------------ | ------------------------------------------- |
| Kian 84      | 145 - presente                 | 2016 - presente                             |
| Park Na-rae  | 174 - presente                 | 2016 - presente                             |
| Han Hye-jin  | 168 - 285, 314 - presente      | 2016 - presente                             |
| Henry Lau    | 190 - presente                 | 2017 - presente                             |
| Sung Hoon    | 212, 214 - 215, 217 - presente | 2017 - presente                             |
| Hwasa        | 247 - presente                 | 2018 - presente                             |
| Son Dam-bi   | 328 - presente 261             | 2020 - presente - (miembro) 2018 (invitada) |
| Jang Do-yeon | 333 - presente                 | 2020 - presente                             |

### Antiguos miembros
| Nombre           | Episodios donde apareció | Duración    |
| ---------------- | ------------------------ | ----------- |
| Lee Si-eon       | 174 - 377                | 2016 - 2020 |
| Jun Hyun-moo     | 26 - 285                 | 2013 - 2019 |
| Simon Dominic    | 249 - 261                | 2017 - 2018 |
| Kim Chung-jae    | -                        | 2018        |
| Lee Guk-joo      | 137 - 183                | 2016        |
| Sleepy           | 172 - 181                | 2016        |
| Kim Ban-jang     | 159 - 171                | 2016        |
| Han Chae-ah      | 146 - 171                | 2016        |
| Hwang Chi-yeul   | 126 - 168                | 2015 - 2016 |
| Kim Dong-wan     | 101 - 150                | 2015 - 2016 |
| Kim Young-chul   | 117 - 169                | 2015 - 2016 |
| Yuk Jung-wan     | 46 - 149                 | 2013 - 2016 |
| Hwang Seok-jeong | 106 - 136                | 2015        |
| Kang Min-hyuk    | 111, 114 - 134           | 2015        |
| Kangnam          | 73 - 137                 | 2014 - 2015 |
| Lee Tae-gon      | 71 - 111                 | 2014 - 2015 |
| Kim Yong-gun     | 22 - 138                 | 2013 - 2015 |
| Kim Kwang-kyu    | 1 - 110                  | 2013 - 2015 |
| Defconn          | 1 - 63                   | 2013 - 2014 |
| Fabien Corbineau | 42 - 93                  | 2013 - 2014 |
| Noh Hong-chul    | 1 - 79                   | 2013 - 2014 |
| Kim Min-joon     | 33 - 49                  | 2013 - 2014 |
| Yang Yo-seob     | 28 - 45                  | 2013 - 2014 |
| Lee Sung-jae     | 1 - 37                   | 2013        |
| Kangta           | 15 - 25                  | 2013        |
| Kim Tae-won      | 1 - 25                   | 2013        |
| Seo In-guk       | 1 - 14                   | 2013        |

### Artistas invitados
El programa ha tenido como invitados a varios artistas y grupos del espectáculo. (Para ver la lista completa de invitados ir a Elenco de I Live Alone.)
| Nombre              | Episodios donde apareció | Duración   |
| ------------------- | ------------------------ | ---------- |
| Nam Yoon-soo        | -                        | 2021       |
| Yoo Ah-in           | -                        | 2020       |
| Ahn Bo-hyun         | -                        | 2020       |
| Sehun               | -                        | 2020       |
| Namkoong Min        | -                        | 2019, 2021 |
| Lee Hye-ri          | -                        | 2019       |
| Yunho               | -                        | 2019       |
| Lee Yeon-hee        | -                        | 2019       |
| Lee Hong-gi         | -                        | 2019       |
| Daniel Henney       | 186 - 187, 239 - 240     | 2017, 2018 |
| Adam Rodriguez      | 239                      | 2018       |
| Matthew Gray Gubler | 239                      | 2018       |
| Son Ho-jun          | 237                      | 2018       |
| Oh Jin-hwan         | 236                      | 2018       |
| Lee Si-young        | 235                      | 2018       |
| Rain                | 223 - 224                | 2017       |
| Wanna One           | 220                      | 2017       |
| Seungri             | 219                      | 2017       |
| Taeyang             | 218 - 219                | 2017       |
| Daesung             | 218 - 219                | 2017       |
| Han Ji-min          | 216                      | 2017       |
| Kim Sa-rang         | 210 - 211                | 2017       |
| Lee Jun-ho          | 202                      | 2017       |
| Lee Gi-kwang        | 191 - 192                | 2017       |
| Yoon Doo-joon       | 191                      | 2017       |
| Yoon Hyun-min       | 181                      | 2017       |
| Lee Sun-bin         | 177                      | 2016       |
| Jung Joon-young     | 160                      | 2016       |
| Chloë Grace Moretz  | 151                      | 2016       |
| Eric Nam            | 151                      | 2016       |
| Park Seo-joon       | 130                      | 2015       |
| Yoo Jae-suk         | 132                      | 2015       |
| Yook Sung-jae       | 94                       | 2015       |
| Kim Dong-jun        | 76                       | 2014       |
| Ok Taec-yeon        | 56                       | 2014       |
| Fabien Corbineau    | 38                       | 2013       |
| Son Dong-woon       | 29                       | 2013       |
| Seo In-guk          | 16, 26                   | 2013       |
| John Park           | 24                       | 2013       |
| Hwang Chi-yeul      | 126 - 127                | 2015       |

## Episodios
El programa ha emitido hasta ahora 234 episodios con regularidad todos los viernes, también ha emitido un episodio especial.

## Premios y nominaciones
| Año  | Categoría                                       | Premio                             | Nominado (a)                               | Resultado |
| ---- | ----------------------------------------------- | ---------------------------------- | ------------------------------------------ | --------- |
| 2021 | Variety Show of the Year                        | MBC Entertainment Awards           | I Live Alone                               | Nominado  |
| 2021 | Best Couple                                     | MBC Entertainment Awards           | Key y Kian 84                              | Nominados |
| 2021 | PD Award                                        | MBC Entertainment Award            | I Live Alnone                              | Ganó      |
| 2021 | Best Female Reality Star                        | 48th Korean Broadcasting Award     | Hwasa                                      | Ganó      |
| 2021 | Best Reality/Variety                            | 48th Korean Broadcasting Award     | I Live Alone                               | Nominado  |
| 2020 | Top Excellence in Variety                       | 2020 MBC Entertainment Award       | Sung Hoon                                  | Ganó      |
| 2020 | Top Excellence in Variety                       | 2020 MBC Entertainment Award       | Hwasa                                      | Ganó      |
| 2020 | Excellence in Variety                           | 2020 MBC Entertainment Award       | Son Dam-bi                                 | Ganó      |
| 2020 | Best Variety Performer – Female                 | 56th Baeksang Arts Award           | Park Na-rae                                | Ganó      |
| 2019 | Daesang (Grand Prize)                           | 2019 MBC Entertainment Award       | I Live Alone                               | Ganó      |
| 2019 | Excellence in Variety                           | 2019 MBC Entertainment Award       | Sung Hoon                                  | Ganó      |
| 2019 | Best Teamwork                                   | 2019 MBC Entertainment Award       | Sung Hoon, Lee Si-eon, Henry Lau & Kian 84 | Ganaron   |
| 2019 | Top Excellence Award in Variety Category (Male) | 19th MBC Entertainment Award       | Lee Si-eon                                 | Nominado  |
| 2019 | Best Bromance                                   | 2019 MBC Entertainment Award       | Henry Lau & Kian 84                        | Ganaron   |
| 2019 | Excellence in Variety                           | 2019 MBC Entertainment Award       | Hwasa                                      | Ganó      |
| 2019 | Dazzling Star Award                             | StarHub Night of Stars 2019 Award  | Sung Hoon                                  | Ganó      |
| 2019 | Best MC                                         | 46th Korean Broadcasting Award     | Park Na-rae                                | Ganó      |
| 2019 | Best Male Variety Star                          | 55th Baeksang Arts Award           | Jun Hyun-moo                               | Ganó      |
| 2018 | Variety Show of the Year                        | 18th MBC Entertainment Award       | I Live Alone                               | Ganó      |
| 2018 | Top Excellence Award, Variety Category (Female) | 18th MBC Entertainment Award       | Han Hye-jin                                | Ganó      |
| 2018 | Top Excellence Award, Variety Category (Male)   | 18th MBC Entertainment Award       | Lee Si-eon                                 | Ganó      |
| 2018 | Excellence Award, Variety Category (Male)       | 18th MBC Entertainment Award       | Kian84                                     | Ganó      |
| 2018 | Best Entertainer Award (Variety)                | 18th MBC Entertainment Award       | Sung Hoon                                  | Ganó      |
| 2018 | Rookie Award, Variety Category (Male)           | 18th MBC Entertainment Award       | Sung Hoon                                  | Nominado  |
| 2018 | Rookie Award, Variety Category (Female)         | 18th MBC Entertainment Award       | Hwasa                                      | Ganó      |
| 2018 | Grand Prize (Daesang)                           | 18th MBC Entertainment Award       | Park Na-rae                                | Nominada  |
| 2018 | Grand Prize (Daesang)                           | 18th MBC Entertainment Award       | Jun Hyun-moo                               | Nominado  |
| 2018 | Entertainer of the Year Award                   | 18th MBC Entertainment Award       | Park Na-rae                                | Ganó      |
| 2018 | Entertainer of the Year Award                   | 18th MBC Entertainment Award       | Jun Hyun-moo                               | Ganó      |
| 2018 | Best Couple Award                               | 18th MBC Entertainment Award       | Park Na-rae y Kian84                       | Nominados |
| 2018 | Best Couple Award                               | 18th MBC Entertainment Award       | Park Na-rae y Kim Choong-jae               | Nominados |
| 2018 | Best Variety and Entertainment Programs         | Korea Advertisers Association      | I Live Alone                               | Ganó      |
| 2018 | Best Variety Performer – Female                 | 54th Baeksang Arts Award           | Park Na-rae                                | Nominada  |
| 2018 | Best Variety Performer – Male                   | 54th Baeksang Arts Award           | Jun Hyun-moo                               | Nominado  |
| 2018 | Best Entertainment Program                      | 54th Baeksang Arts Award           | I Live Alone                               | Nominado  |
| 2017 | Daesang Award                                   | SBS Entertainment Award            | Mothers                                    | Ganó      |
| 2017 | Variety Show of the Year                        | MBC Entertainment Award            | I Live Alone                               | Ganó      |
| 2017 | Top Excellence Award (Variety Show)             | MBC Entertainment Award            | Park Na-rae                                | Ganaron   |
| 2017 | Best Couple                                     | MBC Entertainment Award            | Park Na-rae y Kian 84                      | Ganaron   |
| 2017 | Daesang                                         | MBC Entertainment Award            | Jeon Hyun-moo                              | Ganó      |
| 2017 | Excellence Award (Variety Show)                 | MBC Entertainment Award            | Han Hye-jin                                | Ganó      |
| 2017 | New Star Award (Variety Show)                   | MBC Entertainment Award            | Lee Si-yeon                                | Ganó      |
| 2017 | Screenwriter of the Year                        | MBC Entertainment Award            | Lee Kyung-ha                               | Ganó      |
| 2017 | Best Variety Performer - Female                 | 53rd Baeksang Arts Award           | Park Na-rae                                | Ganó      |
| 2017 | Best Entertainment Program                      | 53rd Baeksang Arts Award           | I Live Alone                               | Nominado  |
| 2016 | Best Couple Award                               | MBC Entertainment Award            | Sleepy y Lee Guk-joo                       | Nominados |
| 2016 | Male Rookie Award in Variety Show               | MBC Entertainment Award            | Lee Si-eon                                 | Nominado  |
| 2016 | Female Excellence Award in Variety Show         | MBC Entertainment Award            | Lee So-ra                                  | Nominada  |
| 2016 | Female Excellence Award in Variety Show         | MBC Entertainment Award            | Park Na-rae                                | Ganó      |
| 2016 | Male Excellence Award in Variety Show           | MBC Entertainment Award            | Sleepy                                     | Nominado  |
| 2016 | Male Excellence Award in Variety Show           | MBC Entertainment Award            | Jun Hyun-moo                               | Nominado  |
| 2016 | Special Award                                   | MBC Entertainment Award            | Jun Hyun-moo                               | Ganó      |
| 2016 | Popularity Award                                | MBC Entertainment Award            | Han Jin                                    | Ganó      |
| 2016 | Top Female Excellence Award in Variety Show     | MBC Entertainment Award            | Han Jin                                    | Nominada  |
| 2016 | Top Female Excellence Award in Variety Show     | MBC Entertainment Award            | Han Chae-ah                                | Nominada  |
| 2016 | Top Female Excellence Award in Variety Show     | MBC Entertainment Award            | Lee Guk-joo                                | Ganó      |
| 2016 | Program of the Year                             | MBC Entertainment Award            | I Live Alone                               | Nominado  |
| 2015 | Excellence Award in a Variety Show              | Excellence Award in a Variety Show | Kim Dong-wan                               | Ganó      |
| 2015 | Excellence Award in a Variety Show              | Excellence Award in a Variety Show | Hwang Seok-jeong                           | Ganó      |
| 2015 | Best Male Variety Performer                     | 51st Baeksang Arts Award           | Jun Hyun-moo                               | Ganó      |
| 2014 | New Star Award                                  | MBC Entertainment Award            | Kangnam                                    | Ganó      |
| 2014 | New Star Award                                  | MBC Entertainment Award            | Fabien Corbineau                           | Ganó      |
| 2014 | New Star Award                                  | MBC Entertainment Award            | Yuk Jung-wan                               | Ganó      |
| 2014 | Excellence Award in a Variety Show              | MBC Entertainment Award            | Jun Hyun-moo                               | Ganó      |
| 2013 | Excellence Award in a Variety Show              | MBC Entertainment Award            | Kim Kwang-kyu                              | Ganó      |

## Producción
El programa es dirigido por Oh Yun-hwan y Choi Hang-ho, y es narrado por el presentador surcoreano Jun Hyun-moo, previamente el programa fue narrado por Noh Hong-chul.
Es reconocido como uno de los "Reality and Variety Shows" de la televisión surcoreana, ya que no cuenta con guiones, y hace uso de la técnica documental así como de elementos de un programa de variedades, siguiendo un formato similar al programa Infinite Challenge. 
La música de inicio es "Suit & Tie" de Justin Timberlake.
El programa cuenta con el apoyo de la compañía productora Munhwa Broadcasting Corporation "MBC".
El 1 de septiembre del 2017 el programa entró en hiatus indefinidamente debido a la huelga de los productores de la MBC contra la compañía. El 7 de noviembre del 2017 se anunció que el programa retomaría las filmaciones después de 10 semanas.